# 織田non
織田 non（おだ のん）は、日本の成人向け漫画雑誌で活動する漫画家、イラストレーター。男性。

## 作品リスト

### 単行本
成人向け漫画
- 『NON VIRGIN【Limited Edition】』[2] 2015年5月15日[3]、ワニマガジン社〈ワニマガジンコミックススペシャル〉、ISBN 978-4-86269-365-5
- 『NON VIRGIN』[4] 2015年11月20日、ワニマガジン社〈ワニマガジンコミックススペシャル〉、ISBN 978-4-86269-399-0
  - 星姦縛鎖（COMIC X-EROS #23）
  - 誘惑×ルージュ♥（COMIC X-EROS #13）
  - slave fantasy（COMIC X-EROS #04）
  - 新入社員の忠誠心（メンズヤング2011年11月号）
  - 幼馴染CONTI乳（コミックホットミルク2011年9月号）
  - 真夏の夜の淫夢（コミックホットミルク2010年10月号）
  - 教え子の恩返し（COMIC快楽天2010年3月号）
  - 逢引？（COMIC快楽天2009年7月号）
  - 発情コロッセオ（コミックホットミルク2009年6月号）
  - 凛として（COMIC快楽天2009年4月号）
  - 僕のユキ先生（COMIC快楽天2009年2月号）
  - 奥様はプロレスラー（COMIC快楽天2008年12月号）
  - 憧れの水泳部（COMIC快楽天2008年11月号）
  - ゆけむり初体験（コミックホットミルク2008年10月号）
  - 秘書の務め（COMIC快楽天2008年7月号）
  - 服従宣言（COMIC快楽天2008年5月号）
  - 表紙＆カバーガールズエピソード

### 単行本未収録作品
- COVER GIRLS EPISODE（コミックホットミルク2011年4月号）
- COVER GIRLS EPISODE（コミックホットミルク2011年11月号）

### ビジュアルブック・イラスト
- 『クイーンズブレイド リベリオン 囚われの竜戦士 ブランウェン』 （2011年2月10日[5]、ホビージャパン、ISBN 978-4-79860-176-2）
- 『クイーンズブレイド リベリオン プレミアムビジュアルブック』 （2012年1月28日[6]、ホビージャパン、ISBN 978-4-79860-282-0）

### アダルトゲーム原画
- 『痴漢願望』 （2007年7月13日発売[7]、WendyBell）
- 『息子の友達に犯されて』 （2008年2月1日発売[8]、ANIM）
- 『息子の友達に犯されて DVDPG版』 （2008年8月21日発売[9]、ANIM）

### その他
- 『三国志大戦』 第2期 （セガ・インタラクティブ） - カードデザイン
- 『メタルマックス ゼノ』 （角川ゲームス） - キャラクターデザイン